# Junichi Watanabe
Junichi Watanabe (født 20. maj 1973) er en tidligere japansk fodboldspiller.
Han har spillet for flere forskellige klubber i sin karriere, herunder Verdy Kawasaki og Shonan Bellmare.